# Semanotus puncticollis
Semanotus puncticollis är en skalbaggsart som först beskrevs av Henry Frederick Wickham 1914.  Semanotus puncticollis ingår i släktet Semanotus och familjen långhorningar. Inga underarter finns listade i Catalogue of Life.